# Villa Meißner Straße 299 (Radebeul)
Die Villa Meißner Straße 299 liegt im Stadtteil Kötzschenbroda der sächsischen Stadt Radebeul, auf der südlichen Seite der Meißner Straße. Sie wurde 1889 als Wohnhaus für Wilhelm Schumann durch das Baugeschäft von Maurermeister Moritz Große entworfen und ausgeführt.

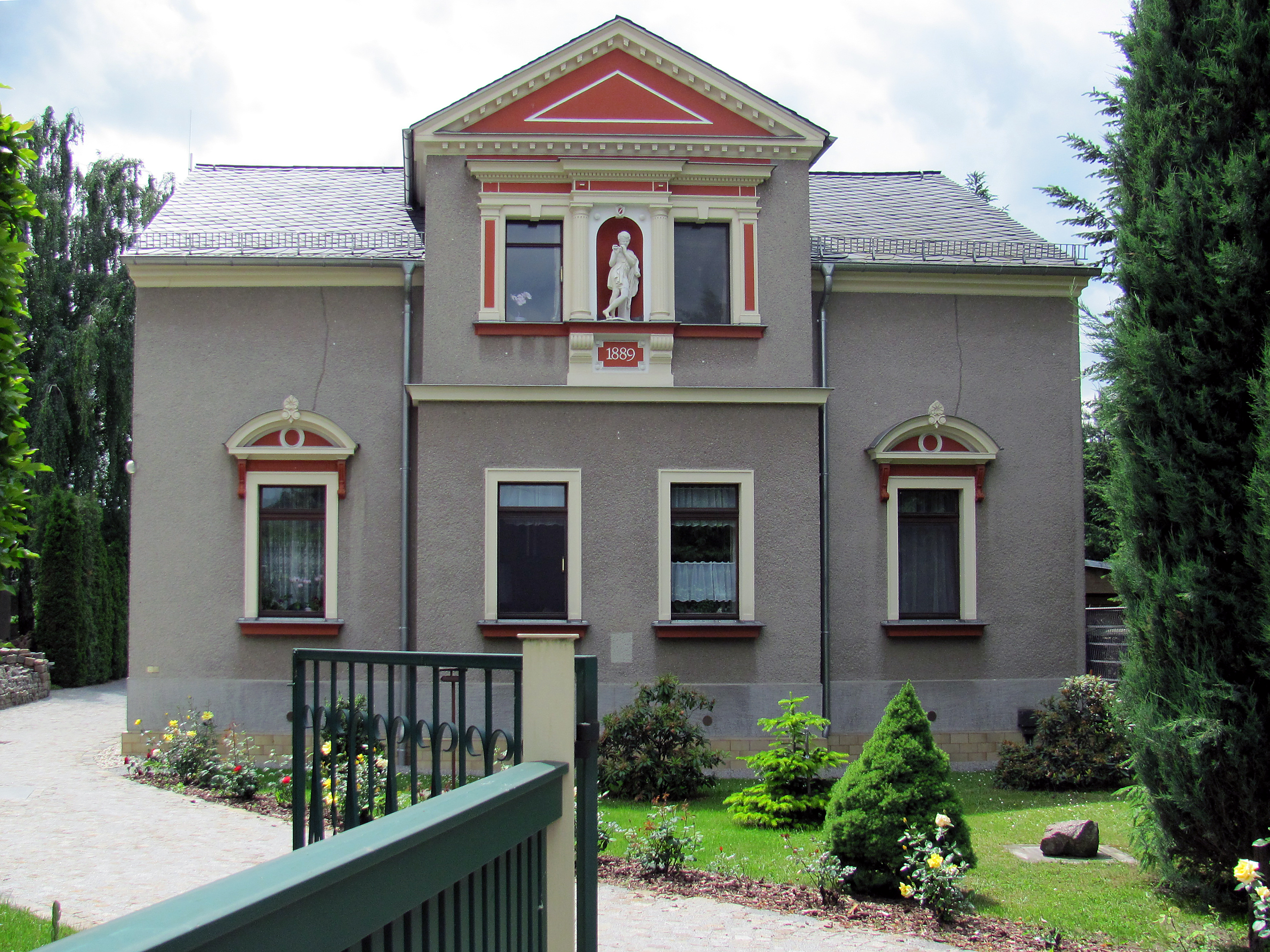
Villa Meißner Straße 299

Unter der Bezeichnung Wilhelm-Pieck-Straße 299 stand das Gebäude schon zu DDR-Zeiten ab 1979 unter Denkmalschutz.

## Beschreibung

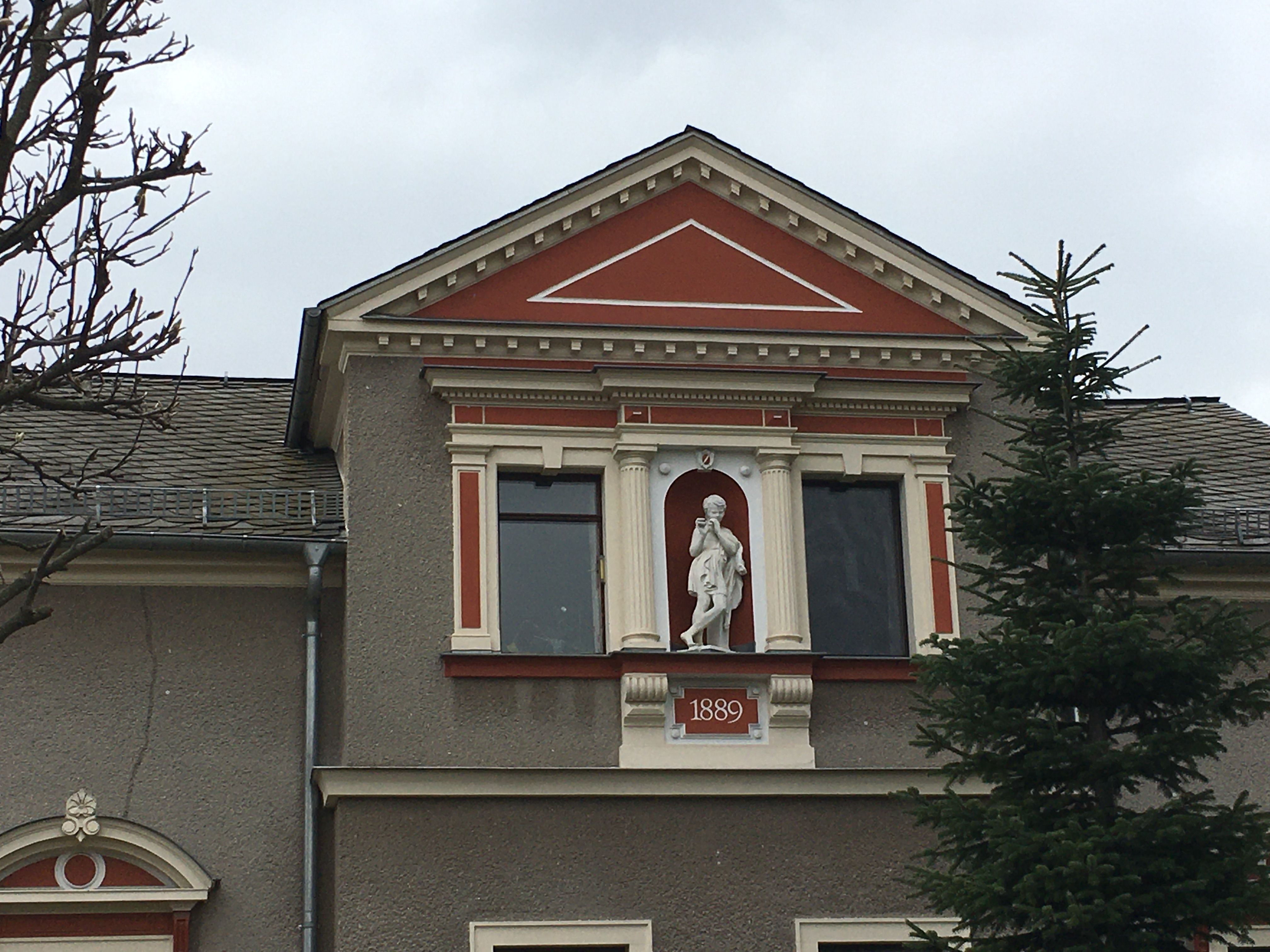
Dreiecksgiebel und figurenbesetzte Rundbogennische

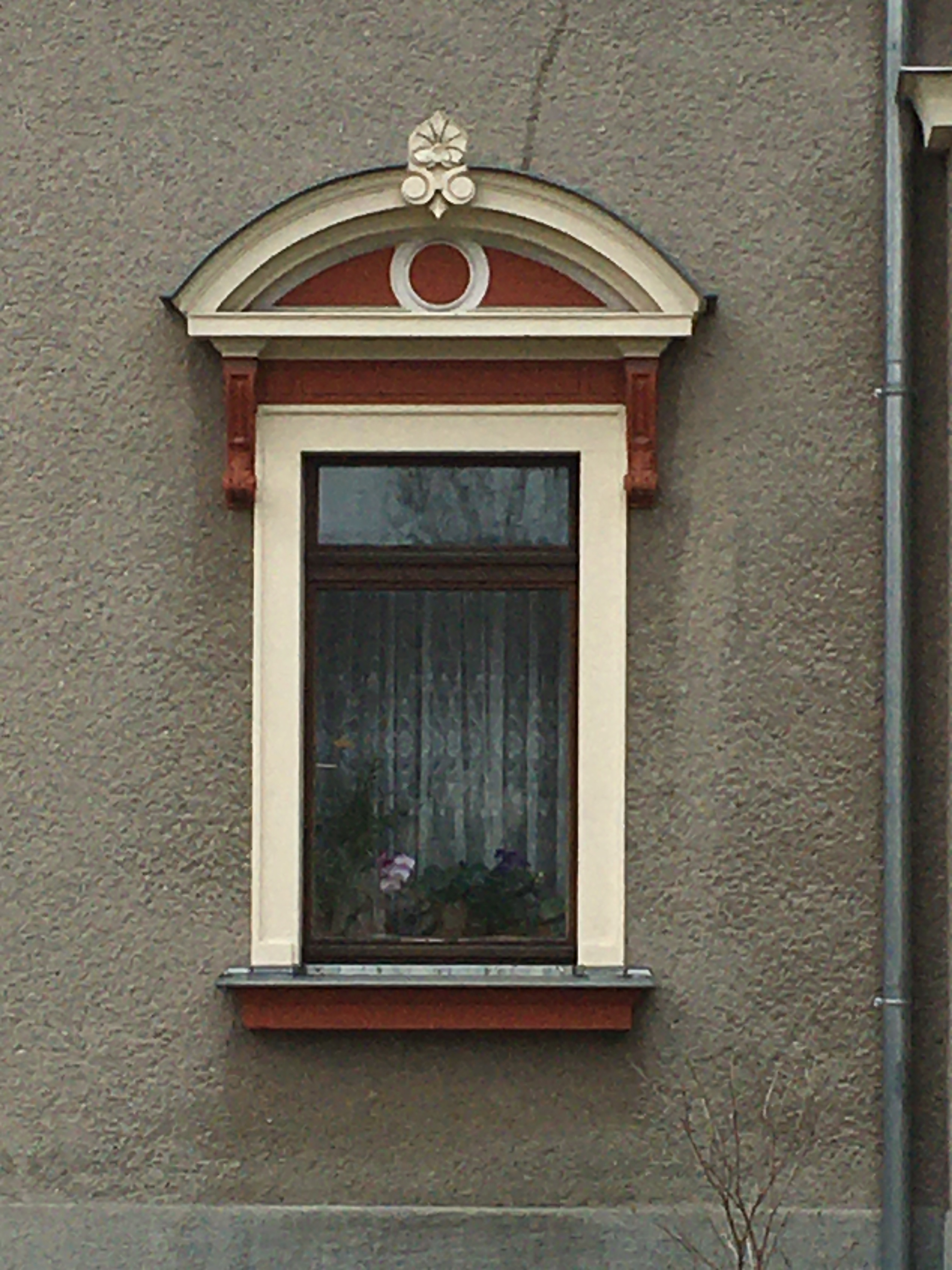
Fenster mit Segmentbogen-Verdachung

Das traufständige, denkmalgeschützte Wohnhaus ist eine anderthalbgeschossige, landhausartige Villa. Sie steht auf einem schmalen, langgestreckten Grundstück mit einem Vorgarten zur Straße hin mit der Grundstückseinfahrt. Hinter dem Haus erstreckt sich eine Hoffläche, die nach Westen hin (rechts hinter dem Haus) durch den eingeschossigen Seitenflügel mit Satteldach zum Nachbargrundstück abgegrenzt wird. Der folgende Garten reicht bis zum Bahndamm der Bahnstrecke Leipzig–Dresden.
Die ursprüngliche Fassade des mit einem schiefergedeckten Satteldach versehenen  historisierenden Putzbaus ist stark vereinfacht. Der „Putzbau mit Sandsteinelementen hat durch Neuverputz seine ursprüngliche Gliederung mit Gesimsen und Ecklisenen verloren, Vermauerung von Fenstern im Drempel und in den Seitenansichten haben die ausgewogenen Proportionen verändert“.
Zur Straße hin wird der Bau durch einen zweigeschossigen Mittelrisalit mit Dreiecksgiebel betont, in dessen Obergeschoss (dem ausgebauten Dachgeschoss) sich eine „aufwendige Fensterrahmung mit Pilastergliederung [befindet], mittig eine figurenbesetzte Rundbogennische, von zwei Halbsäulen eingefasst. Unter der Nische [sitzt] eine Tafel mit der Datierung 1889.“ Darunter teilt ein Geschossgesims die Ansicht des Risalits.
Beidseits des Risalits wird das jeweilige Erdgeschossfenster durch eine aufwendige Segmentbogen-Verdachung bekrönt. Die ursprüngliche Veranda vor dem Risalit wurde im Laufe der Zeit beseitigt.
Im Giebel der Seitenansicht befinden sich mittig zwei große Rechteckfenster und seitlich davon zwei kleine Rundbogenfenster.